# Traugott Immanuel Pachaly
Traugott Immanuel Pachaly, född 5 januari 1797 i Linderode vid Sorau, död 9 april 1853, var en tysk organist. 
Pachaly utnämndes 1826 till organist och lärare i orgelspelning i Schmiedeberg, där han blev den berömde Christian Benjamin Kleins efterträdare. Han skrev även ett stort antal kantater.